# チャーリー・クリスチャン
チャーリー・クリスチャン（Charlie Christian、1916年7月29日 - 1942年3月2日）は、アメリカ合衆国のジャズ・ギタリスト。
ジャズ・ギターの開祖とされる人物。ベニー・グッドマン楽団での活動が有名。

## 来歴
テキサス州で生まれるが、幼い頃オクラホマシティに引っ越す。1936年頃から本格的にエレクトリックギターを始める。
1939年、音楽評論家でありベニー・グッドマンの相談役でもあったジョン・ハモンドに見出され、グッドマンの楽団のオーディションを受ける。この時、チャーリーは自分のギターを持っておらず、友人のレス・ポールからギターを貰ったというエピソードがある。チャーリーは90分に及ぶ演奏を繰り広げ、ベニー・グッドマン楽団への加入を認められた。
1940年頃、結核に感染する。しかし、医師から摂生するよう言われていたにもかかわらず、女遊びとマリファナはやめなかったという。
チャーリーは、昼間はベニー・グッドマンと仕事をし、夜はニューヨークのクラブで、若手ミュージシャン達とジャム・セッションを楽しんでいた。ビバップという新たなジャズの先駆けである。
1941年、ビバップ・ジャズへの歴史の転換点の証明とも言われる、ミントンズ・プレイハウスというクラブでのディジー・ガレスピーやセロニアス・モンクとのセッションは、ジェリー・ニューマンという若い録音技師により録音され、現在、レコード『ミントンハウスのチャーリー・クリスチャン』として残されている。
1942年、かねてからの結核が悪化し、25歳で他界。
1990年、ロックの殿堂入りを果たした。

## 影響
チャーリーが登場する前のジャズ界では、ギターはコード弾きによる伴奏が主で、アドリブやソロを弾くメロディ楽器として使われることは少なかった。ジャンゴ・ラインハルトは、チャーリーよりも早い時期からギターでソロを弾いていたが、ジャンゴがアメリカでの人気を確立するのは1940年代中期のことで、アメリカではチャーリーが現代ジャズ・ギターの開祖とされるのが一般的である。
1960年代に高い人気を誇っていたジャズ・ギタリスト、ウェス・モンゴメリーは、度々チャーリーからの影響を公言している。
2002年編集のベスト・アルバム『The Original Guitar Hero』のライナーノーツは、チャーリーを尊敬する多くのギタリストのコメントが寄稿されている。顔ぶれはウォルター・ベッカー、ジョージ・ベンソン、ヴァーノン・リード（リヴィング・カラー）、ジョー・サトリアーニ、ジョン・スコフィールド、ブライアン・セッツァー等。

## ディスコグラフィ
クリスチャンは、リーダーとしては一度もレコーディングしたことがなかった。彼がサイドマンで参加しフィーチャーされたソロ演奏者としてのセッション、それらのセッションの練習やウォームアップの録音、そしてアマチュア技術者によるナイトクラブで演奏するクリスチャン自身のグループの数少ない低品質の録音がコンピレーションとなってリリースされている。
チャーリー・クリスチャン/ディジー・ガレスピー
- 『ミントンハウスのチャーリー・クリスチャン』 - Jazz Immortal - After Hours Monroe's Harlem Mintons (1957年、Esoteric)

ベニー・グッドマン
- 『チャーリー・クリスチャン・ウィズ・ベニー・グッドマン』 - Charlie Christian with the Benny Goodman Sextet and Orchestra (1955年、Columbia) ※旧邦題『チャーリー・クリスチャンの神髄』
- 『メモリアル・アルバム』 - Charlie Christian Memorial Album (1972年、CBS/Sony)
- Solo Flight: The Genius of Charlie Christian (1972年、Columbia)
- 『ザ・ジニアス・オブ・ザ・エレクトリック・ギター』 - The Genius of the Electric Guitar (1987年、Columbia) ※1939年–1941年録音
- 『ザ・オリジナル・ギター・ヒーロー』 - The Original Guitar Hero (2002年、Columbia)
- 『ザ・ジーニアス・オブ・ザ・エレクトリック・ギター』 - The Genius Of The Electric Guitar (2002年、Columbia)
- 『ソロ・フライト (ウィズ・ザ・ベニー・グッドマン・セクステット)』 - Solo Flight (2003年、Vintage Jazz Classics) ※with ベニー・グッドマン・セクステット
- Electric (2011年、Uptown) ※ベニー・グッドマン・セクステット、チャーリー・クリスチャン・カルテットの演奏を収録

ライオネル・ハンプトン
- The Complete RCA Victor Recordings (1995年、Bluebird) ※1937年–1949年録音

その他
- Guitar Wizard (1993年、LeJazz)